# Ciputra Group

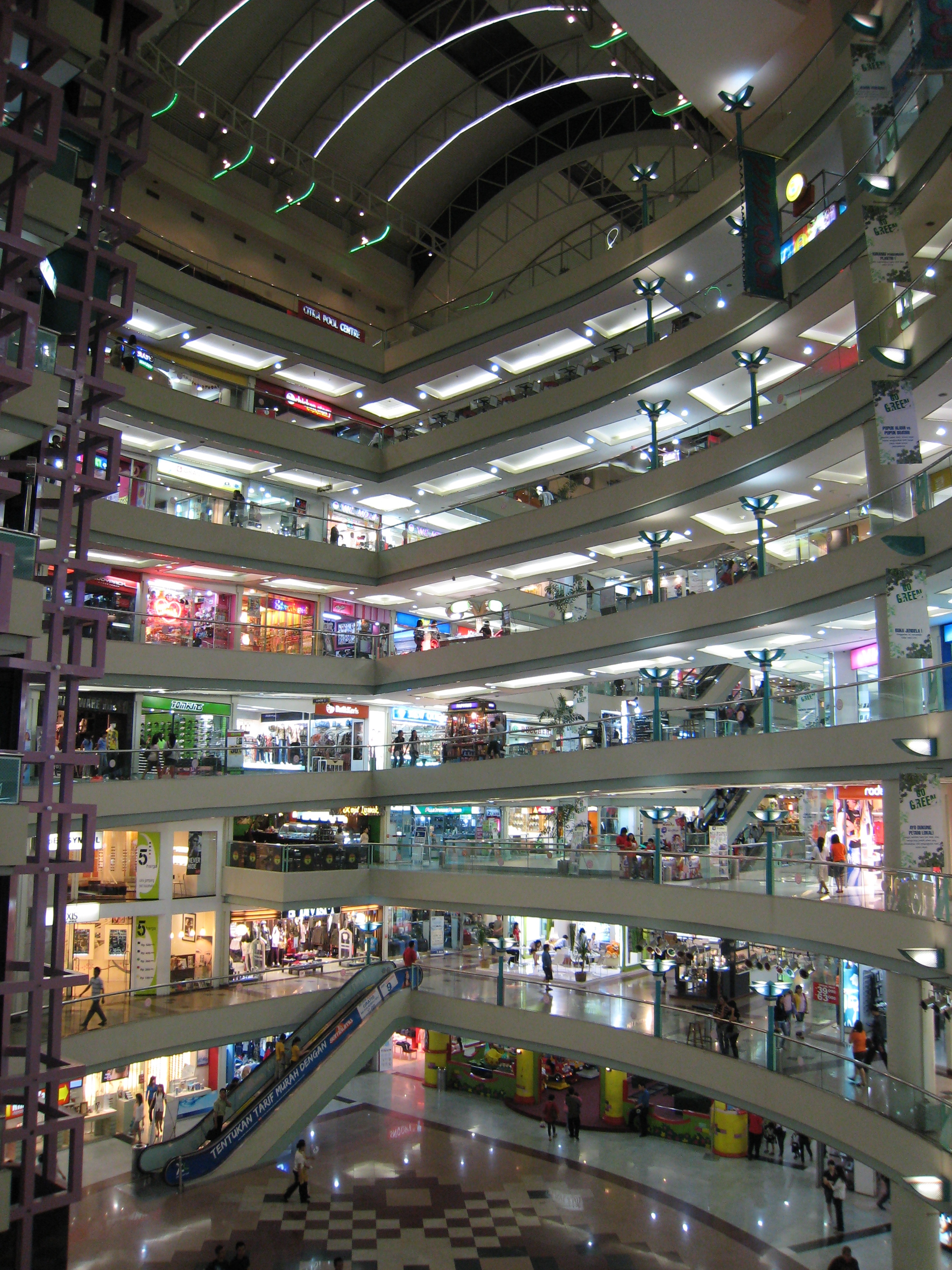
Ciputra Shopping Mall в Джакарте

Ciputra Group — крупный частный многопрофильный конгломерат Индонезии, специализирующийся на недвижимости, строительстве и розничной торговле (также компании группы занимаются гостиничным делом, дизайном, лизингом, обслуживанием и охраной объектов недвижимости, медиа-бизнесом, телекоммуникациями, медицинскими услугами, образованием и спортом). Основателем и основным владельцем Ciputra Group является миллиардер китайского происхождения Чипутра.
Крупнейшим активом группы является основанная в 1981 году компания Ciputra Development (жилые и офисные комплексы, отели, торговые и развлекательные центры, гольф-клубы, спортивные, образовательные и медицинские учреждения). Объекты Ciputra Development расположены в 30 крупных городах Индонезии, а также в Сингапуре, Китае, Вьетнаме, Камбодже и Индии (основная часть сконцентрирована в районе Большой Джакарты, остальные — в Сурабае, на Бали, Суматре, Калимантане и Сулавеси). В 1994 году компания стала котироваться на Индонезийской фондовой бирже.
Кроме Ciputra Development в состав Ciputra Group (или Ciputra Business Group) входят Pembangunan Jaya, Metropolitan Development, Jaya Real Property, Ciputra Hospital, Ciputra Property, Ciputra Residence, Ciputra Surya и Ciputra International. Кроме основателя группы доктора Чипутры в руководство Ciputra Group входят его дети Чандра Чипутра, Рина Чипутра, Джанита Чипутра и Чакра Чипутра.

## Крупнейшие активы
- Сеть отелей Citra Dream
- Ciputra World 1 (Джакарта)
- Ciputra World 2 (Джакарта)
- Mall Ciputra (Джакарта)
- Citra Garden City (Джакарта)
- Ciputra University (Джакарта)
- Vitra Gran Cibubur (Джакарта)
- Citra Raya (Тангеранг)
- Citra Land (Сурабая)
- Ciputra World (Сурабая)
- Citra Sun Garden (Семаранг)
- Citra Land (Пеканбару)
- Citra City (Баликпапан)
- Citra Bukit Indah (Баликпапан)
- Citra Land City (Самаринда)
- Citra Land (Банджармасин)
- Ciputra Hanoi International City (Ханой)
- Grand Phnom Penh International City (Пномпень)

Ciputra World 1 является крупнейшим офисно-гостиничным комплексом Джакарты, в состав которого входят 49-этажный Raffles Hotel (253 м), 49-этажный Ciputra World Residential Tower (207 м) и 37-этажный DBS Bank Tower (194 м).